# Стрибки з трампліна на зимових Олімпійських іграх 1994
Змагання зі стрибків з трампліна на зимових Олімпійських іграх 1994 тривали з 20 до 25 лютого на трампліні Лісґордсбаккен у Ліллегаммері (Норвегія). Розіграно три комплекти нагород.

## Чемпіони та призери

### Таблиця медалей
| Місце              | Країна             | Золото | Срібло | Бронза | Загалом |
| ------------------ | ------------------ | ------ | ------ | ------ | ------- |
| 1                  | Німеччина (GER)    | 2      | 0      | 1      | 3       |
| 2                  | Норвегія (NOR)     | 1      | 2      | 0      | 3       |
| 3                  | Японія (JPN)       | 0      | 1      | 0      | 1       |
| 4                  | Австрія (AUT)      | 0      | 0      | 2      | 2       |
| Загалом (4 збірні) | Загалом (4 збірні) | 3      | 3      | 3      | 9       |

### Види програми
| Дисципліна                                 | Золото                                                                | Золото | Срібло                                                                    | Срібло | Бронза                                                                      | Бронза |
| ------------------------------------------ | --------------------------------------------------------------------- | ------ | ------------------------------------------------------------------------- | ------ | --------------------------------------------------------------------------- | ------ |
| Особиста першість на нормальному трампліні | Еспен Бредесен · Норвегія                                             | 282.0  | Лассе Оттесен · Норвегія                                                  | 268.0  | Дітер Тома · Німеччина                                                      | 260.5  |
| Особиста першість на великому трампліні    | Єнс Вайсфлоґ · Німеччина                                              | 274.5  | Еспен Бредесен · Норвегія                                                 | 266.5  | Анді Гольдбергер · Австрія                                                  | 255.0  |
| Командна першість на великому трампліні    | Німеччина (GER) Гансйорґ Єкле Крістоф Дуффнер Дітер Тома Єнс Вайсфлоґ | 970.1  | Японія (JPN) Дзін'я Нісіката Таканобу Окабе Норіакі Касай Масахіко Харада | 956.9  | Австрія (AUT) Гайнц Куттін Хрістіан Мозер Стефан Горнґахер Анді Гольдбергер | 918.9  |

## Країни-учасниці
У змаганнях зі стрибків з трампліна на Олімпійських іграх у Ліллегаммері взяли участь спортсмени 19 країн. У цій дисципліні дебютували Білорусь, Чехія, Грузія, Казахстан, Росія, Словаччина і Україна, які нещодавно стали незалежними державами.
- Австрія (4)
- Білорусь (1)
- Чехія (4)
- Фінляндія (5)
- Франція (4)
- Грузія (1)
- Німеччина (5)
- Італія (4)
- Японія (4)
- Казахстан (3)
- Норвегія (6)
- Польща (1)
- Росія (4)
- Словенія (6)
- Швейцарія (2)
- Словаччина (2)
- Швеція (5)
- Україна (1)
- США (6)